# 海德奥特 (犹他州)
海德奥特（英文：Hideout），是美国犹他州沃萨奇县下属的一座城市。建市于 0年，面积大约为3.87平方英里（10平方公里），海拔约为6,588英尺（2,008米）。根据2010年美国人口普查，该市有人口656人。